# Braquidactilia tipo D

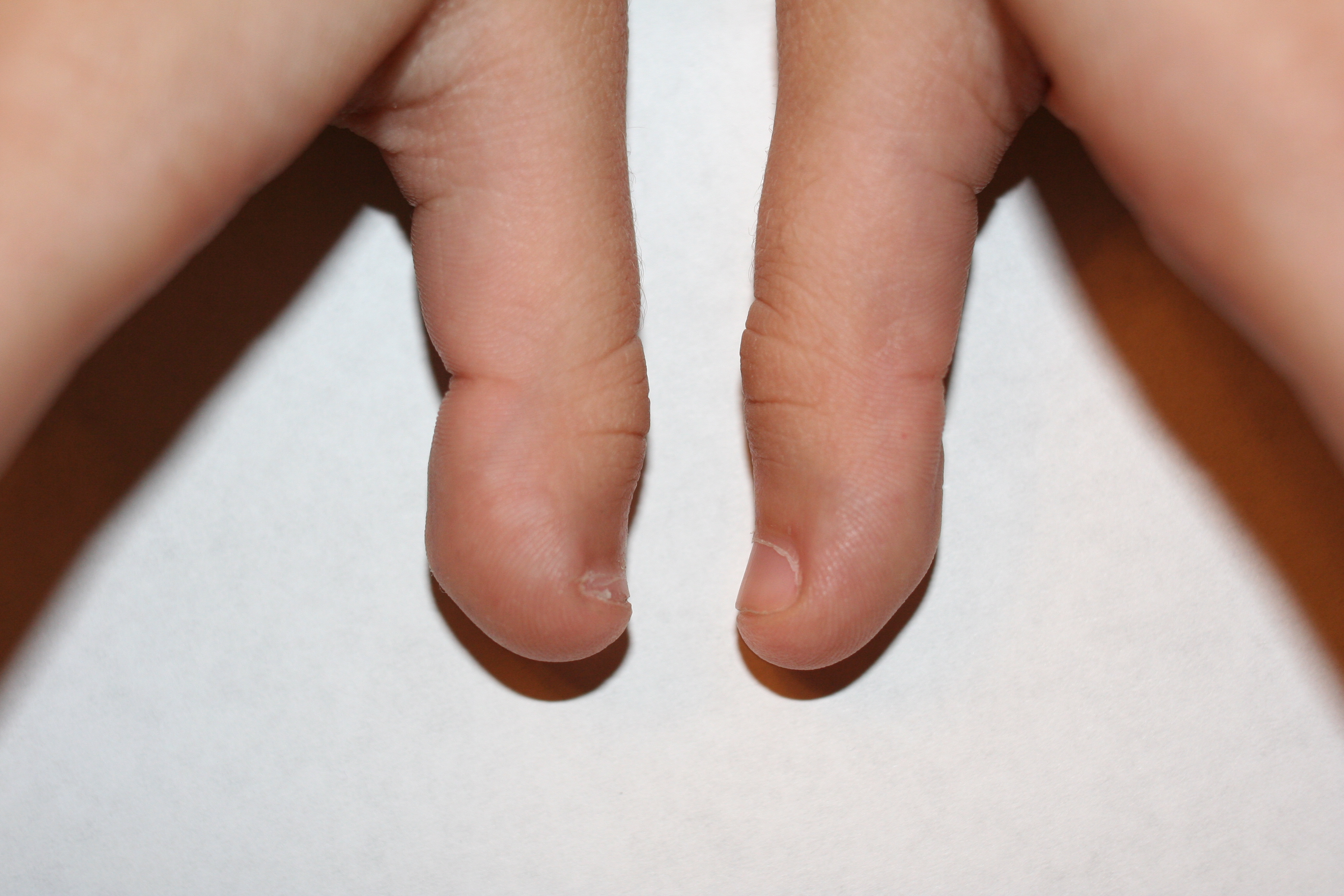
Diferencia notable en la altura de la uña de un pulgar con braquidactilia tipo D (izquierda) y un pulgar normal (derecha)

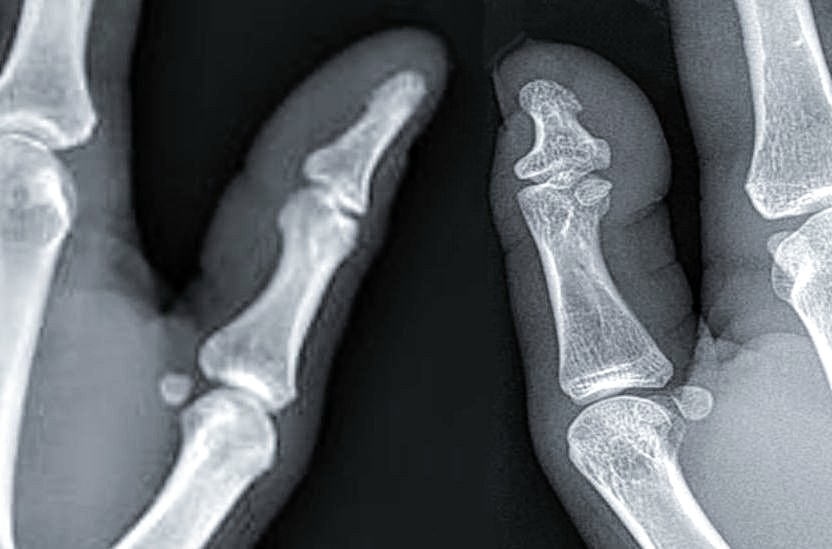
Combinación de radiografías de diferentes usuarios de Wikimedia Commons: un pulgar normal (izquierda) y un pulgar con braquidactilia tipo D (derecha).

Esta malformación se hereda siguiendo un patrón autosómico dominante

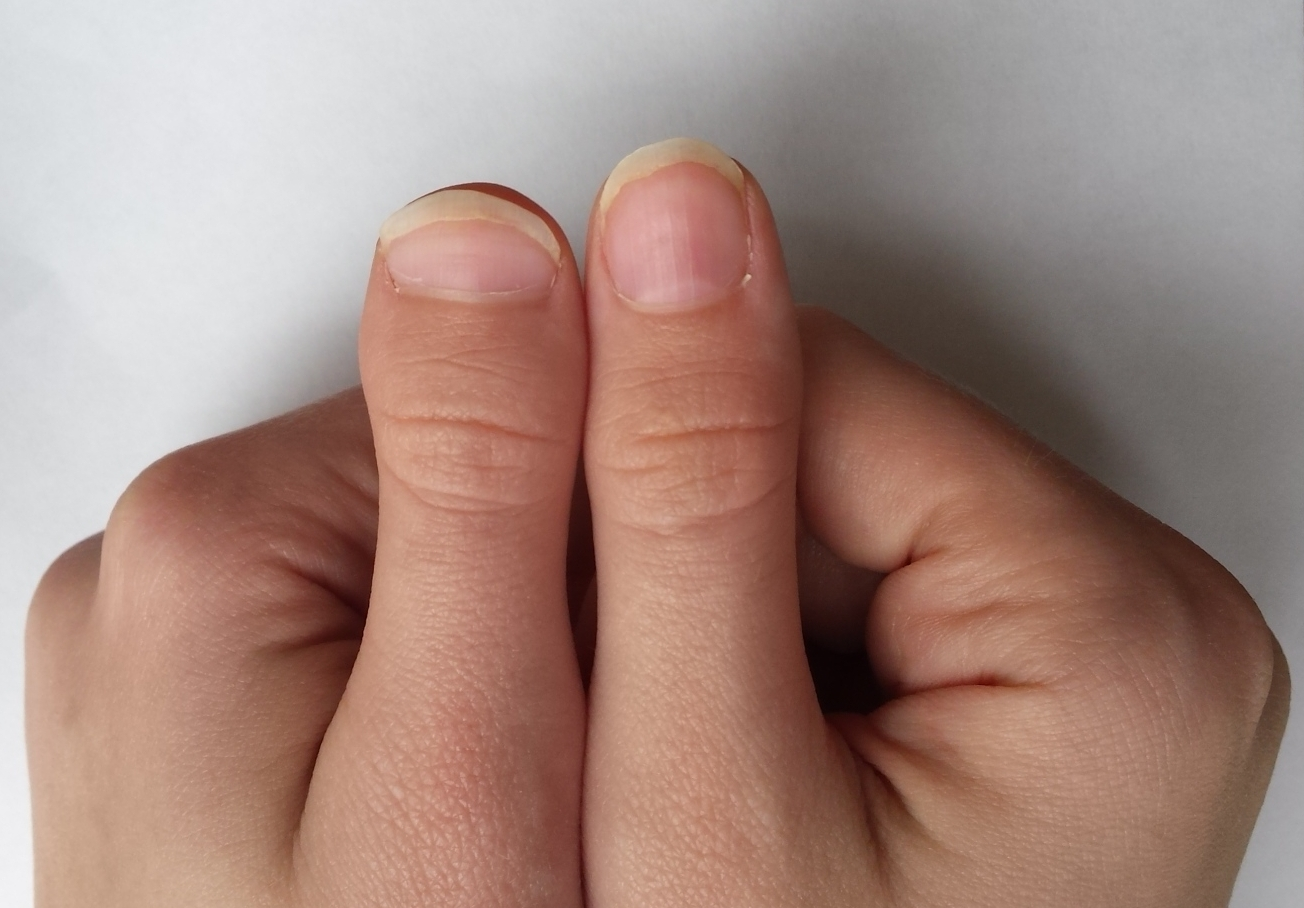
Braquidactilia tipo D unilateral

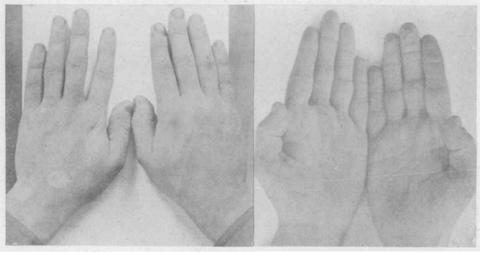
Anchura notable en pulgares con braquidactilia tipo D

La braquidactilia tipo D, también llamado pulgar corto o pulgar gordo, dedo chato, dedo choncolon o más formalmente, braquimegalodactilia, es una malformación hereditaria la cual afecta los pulgares Esta condición afecta aproximadamente al 2-3 % de la población, la causa de esta condición es una mutación en el gen HOXD13, en el cromosoma 2q31.1, es un tipo de braquidactilia. 

## Signos y síntomas
Esta condición no tiene síntomas de salud debido a su naturaleza benigna, aunque, en algunos casos, el rasgo puede ser parte de un síndrome genético subyacente que puede tener complicaciones de salud, como el Síndrome de Rubinstein-Taybi.
Se caracteriza principalmente por la presencia inofensiva de un pulgar corto y ancho el cual esta acompañado de una uña corta y ancha. En algunos casos, el dedo gordo del pie también puede estar afectado.

## Anatomía
La braquidactilia tipo D es una condición esquelética que es causada por la fusión parcial o cierre prematuro de la placa de crecimiento de la falange distal del pulgar, dejando como consecuencia una falange distal congénitamente corta, esta condición puede presentarse unilateralmente o bilateralmente.

## Genética
Este rasgo es genético, y exhibe un patrón de herencia autosómico dominante con penetrancia reducida, la condición está asociada con el gen HOXD13, en el cromosoma 2, este gen es central en formación y crecimiento digital.

## Epidemiología
Esta condición es algo infrecuente en la población general, pero la prevalencia varia entre poblaciones, se ha reportado incidencia de braquidactilia tipo D que van desde 0.4 % hasta 4 %, se cree que es más común entre personas en Japón e Israel. Debido a que la penetración de esta condición es influenciada por el sexo biológico de la persona con el rasgo, se encuentra más frecuentemente entre mujeres que en hombres.
Esta condición es la más común de todas las braquidactilias, junto con la braquidactilia tipo A3, la cual se caracteriza por una falange intermedia corta del dedo meñique.

## Realeza europea
En épocas antiguas, esta malformación era ocasionalmente usada para identificar a miembros de familias reales (realezas) alrededor de Europa, debido a que este rasgo era más común entre miembros de dichas familias.

## Fisionomía
En el siglo XIX, se creía entre la comunidad psíquica que la malformación estaba asociada con una personalidad agresiva y explosiva, la cual estaba acompañada con pensamiento irracional e insofisticado seguido de instintos brutales fuertes; también se pensaba que las personas con este rasgo tenían una mayor probabilidad de cometer un asesinato. Este mito se originó, como ya se mencionó, en el siglo XIX, cuando (especialmente en los Estados Unidos) se prefería categorizar a las personas por medio de su origen étnico y características físicas.

## Personas notables
Hay varias figuras públicas que padecen de braquidactilia tipo D, varias de ellas con una gran influencia global, de las cuales una es Megan Fox, la que ocasionalmente sufre de burlas por parte de otras personas en redes sociales debido a su condición.Así mismo, el gran Youtuber de videojuegos "Willyrex", también conocido por su gran habilidad para jugar, también padece braquidactilia. 